# Flying (The Beatles)
«Flying» (с англ. — «Полёт») — инструментальная композиция группы «Битлз», вошедшая в альбом Magical Mystery Tour (1967 год). 27 ноября 1967 года альбом вышел в США в виде отдельного диска, тогда как в Великобритании этот альбом вышел в виде двух долгоиграющих пластинок 8 декабря того же года. Песня является одной из немногих песен коллектива, авторство которых приписано одновременно всем членам группы. Композиция вошла в саундтрек фильма «Волшебное таинственное путешествие».

## История песни
Песня является второй исключительно инструментальной композицией группы (после «12-Bar Original» 1965 года) и первой изданной, чьё авторство приписано одновременно всем членам группы (как «Harrison/Lennon-McCartney/Starkey»).
По словам Пола Маккартни:

«Flying» — это инструментальная композиция, которая была нужна нам для фильма «Волшебное таинственное путешествие». Как-то ночью в студии я предложил ребятам сделать нечто подобное. Я сказал: «Мы можем сделать что-то совсем простое, просто двенадцатитактовый блюз. Нам нужна небольшая тема и совсем немного фона». Я написал мелодию. Единственная вещь, необходимая, чтобы сделать это песней, — это мелодия, без этого это было бы лишь какой-то двенадцатитактовой штучкой. Её сыграли на меллотроне, используя настройки тромбона. Её приписали всем нам четырём, как и следовало поступить с не-песней.
Оригинальный текст (англ.)Flying was an instrumental that we needed for Magical Mystery Tour so in the studio one night I suggested to the guys that we made something up. I said, 'We can keep it very very simple, we can make it a twelve-bar blues. We need a little bit of a theme and a little bit of a backing.' I wrote the melody. The only thing to warrant it as a song is basically the melody, otherwise it's just a nice twelve-bar backing thing. It's played on the Mellotron, on a trombone setting. It's credited to all four, which is how you would credit a non-song.
— 

## Запись песни
8 сентября группа начали работу над инструментальным треком под рабочим названием Aerial Tour Instrumental. Записаны шесть дублей. Сессией руководил Пол Маккартни, который играл на бас-гитаре, Джон Леннон играл на органе, Джордж Харрисон - на гитаре и Ринго Старр - на барабанах. Затем на три оставшихся дорожки было добавлено три наложения органа, записанного на движущуюся в обратном направлении плёнку. Потом было сделано два промежуточных микса, чтобы освободить две дополнительные дорожки на плёнке, лучший из которых был пронумерован как дубль восемь. Затем Леннон наложил мелодию на меллотроне, играющим звуками трубы, перед тем как все четверо битлов добавили напевы. В конце сессии, которая продлилась до 02:45, было сделано четыре мономикса. Последний из этих миксов был признан лучшим и был напечатан на ацетатных дисках для использования в создании фильма. Интересно, что этот микс содержит элементы, удалённые позже, включая слайд-уистл, флейты меллотрона и звук оркестра Диксиленда, играющего марш, с одной из встроенных плёнок меллотрона. Эта ранняя версия заканчивалась сэмплом "yeah", на котором был голос Билла Фрэнсена, одного из создателей меллотрона.
28 сентября были сделаны дополнительные наложения (всё ещё было рабочее название). Ринго Старр играл на маракасах, Харрисон добавил партию акустической гитары, а Леннон играл звуками флейты на меллотроне. Леннон и Старр также подготовили несколько плёночных петель, содержащих меллотрон, орган и колокольчики, чтобы заменить предыдущее окончание в стиле диксиленда. Они были добавлены в пяти отдельных наложениях: первое длилось с 1:24 до 2:48, оно было пущено в обратном направлении; второе с 2:51 до 5:14; третье c 5:25 до 6:09; четвёртая плёнка была пущена в обратном направлении с 6:16 до 7:01; и заключительная также была наложена в обратном направлении с 7:06 до 9:35. Они были, скорее всего, собраны в качестве музыкального сопровождения фильма, а не как часть трека; в окончательном миксе звук был уведён, прежде чем закончилось первое наложение. В конце сессии было сделано два мономикса , пронумерованных пять и шесть, последний из которых и был урезан с 9:36 до 2:14 и в таком виде отобран для саундтрека.
В записи участвовали:
- Джон Леннон — меллотрон (в режиме тромбона), орган Хаммонда, звуковые эффекты, голос
- Пол Маккартни — бас-гитара, ритм-гитара, голос
- Джордж Харрисон — гитара, голос
- Ринго Старр — ударные, маракасы, звуковые эффекты, голос

## Кавер-версии
- Группа The Residents записала данную композицию для своего сингла The Beatles Play The Residents and The Residents Play The Beatles (1977 год).
- В фильме «Через Вселенную» (2007 год) звучит кавер-версия песни в исполнении американской группы The Secret Machines.